# HD219815
9 Андромеди також HD219815 — хімічно пекулярна зоря спектрального класу
A5 й має  видиму зоряну величину в смузі V приблизно  6,0.
Вона  розташована на відстані близько 472,7 світлових років від Сонця.

## Фізичні характеристики
Зоря HD219815 обертається 
досить швидко 
навколо своєї осі. Проєкція її екваторіальної швидкості на промінь зору становить  Vsin(i)= 81км/сек.
Телескоп Гіппаркос зареєстрував  фотометричну змінність  даної зорі з періодом    3,22 доби в межах від  Hmin= 6,16 до  Hmax= 6,01.